# David Lough
David Dennis Lough (né le 20 janvier 1986 à Akron, Ohio, États-Unis) est un voltigeur des Phillies de Philadelphie de la Ligue majeure de baseball.

## Carrière

### Royals de Kansas City
David Lough est drafté au 11e tour de sélection par les Royals de Kansas City en 2007.
Il fait ses débuts dans le baseball majeur avec les Royals le 1er septembre 2012. À cette première partie, contre les Twins du Minnesota, Lough récolte ses deux premiers coups sûrs au plus haut niveau, dont un premier réussi aux dépens du lanceur Liam Hendriks.
Après 20 matchs joués pour les Royals en 2012, il prend part à 96 rencontres pour la même équipe en 2013. Il maintient une moyenne au bâton de ,286 avec 5 circuits, 35 points marqués, 33 points produits et 5 buts volés. Le 11 juin 2013, il réussit son premier circuit dans les majeures, aux dépens du lanceur Max Scherzer des Tigers de Détroit.

### Orioles de Baltimore
Le 18 décembre 2013, Lough est échangé aux Orioles de Baltimore contre le joueur de troisième but Danny Valencia. Il frappe pour ,247 de moyenne au bâton en 112 matchs joués en 2014 et fait une présence en séries éliminatoires avec les Orioles. Mais en 2015, il ne frappe que pour ,201 en 84 parties jouées.

### Phillies de Philadelphie
Lough rejoint les Phillies de Philadelphie le 25 janvier 2016.